# دوينجيلو 1
دوينجيلو 1 مجرة حلزونية ضلعية تقع في اتجاه كوكبة ذات الكرسي وعل بعد حوالي 10 مليون سنة ضوئية عن الأرض, وتقع في منطقة التفادي و محجوبة بشدة من مجرة درب التبانة.
حجم وكتلة مجرة دوينجيلو 1 مماثل لمجرة لمجرة المثلث .حيث الأبعاد الظاهرية 4′.2 × 0′.34

## الإكتشاف
مجرة دوينجيلو 1 لديها مجرات تابعة دوينجيلو 2 و MB 3,وعضو في مجموعة IC 342 / مافاي.تم اكتشاف المجرة في عام 1994 من قبل المسح المجري (DOGS), الذي بحث عن انبعاثات الراديو من الهيدروجين المحايد (HI) في الطول الموجي من 21 سم للأجرام في منطقة التفادي. حيث يحجب الغاز والغبار في منطقة قرص مجرة درب التبانة ويمنع الضوء من المجرات الكامنة وراء ذلك.
بالرغم من رصد المجرة في نفس العام من قبل مرصد بالومار لمسح السماء ولكن لم يتم التعرف عليها,واكتشفت أيضا بشكل مستقل بعد بضعة أسابيع من قبل فريق آخر من علماء الفلك يعملون في التلسكوب الراديوي Effelsberg 100-m.
بعد هذا الاكتشاف، أطلق عليها اسم دوينجيلو 1 تم تصنيفها على أنها مجرة حلزونية ضلعية. تم قدرت المسافة إلى ما يقرب من 3 فراسخ فلكية مايعادل 10 مليون سنة ضوئية بحجم وكتلة مماثلة لمجرة المثلث.
وسميت نسبة لمرصد دوينجيلو الراديوي في هولندا الذي استخدم في المسح المجري (DOGS).

## وصلات خارجية
- SIMBAD: LEDA 100170 – Galaxy
- Nemiroff، R.؛ Bonnell، J.، المحررون (9 يناير 2000). "Galaxy Dwingeloo 1 Emerges". صورة اليوم الفلكية. ناسا.